# Hemorragia gastrointestinal
Hemorragia gastrointestinal é qualquer forma de hemorragia no trato digestivo, desde a boca até ao ânus. Quando existe perda de sangue durante um curto período de tempo, os sintomas podem incluir vómitos com sangue vivo ou sangue escurecido, sangue nas fezes ou fezes escuras. Pequenas perdas de sangue durante um período de tempo maior podem causar anemia por deficiência de ferro, o que causa fadiga ou angina de peito. Outros possíveis sintomas são dor abdominal, falta de ar, palidez da pele, ou desmaio. Algumas pessoas com micro-hemorragias não manifestam sintomas.
A hemorragia gastrointestinal divide-se em dois tipos principais: do trato superior e do trato inferior. As causas mais comuns de hemorragias do trato superior são úlcera péptica, varizes esofágicas causadas por cirrose do fígado ou cancro. As causas mais comuns de hemorragias do trato inferior são hemorroidas, cancro e doença inflamatória intestinal. O diagnóstico tem geralmente início com os antecedentes médicos da pessoa e um exame físico, acompanhados por análises ao sangue. O sangue em pequenas quantidades pode ser detectado por um exame ao sangue oculto nas fezes. Uma endoscopia, tanto dos tratos superior como inferior pode permitir localizar a área onde a hemorragia tem origem. Em casos pouco evidentes, pode ser necessária imagiologia médica.
O tratamento inicial foca-se na reanimação, podendo incluir terapia intravenosa e transfusões de sangue. Geralmente não se recomenda transfusões de sangue, a não ser que a hemoglobina seja inferior a 70 ou 80  g/L. Em alguns casos pode ser considerado o tratamento com inibidores da bomba de protões, octreotida ou antibióticos. Quando estas medidas não são eficazes, pode ser tentado um balão esofágico nas pessoas cuja causa se presume serem varizes esofágicas. Geralmente recomenda-se a realização de uma endoscopia do esófago, estômago e duodeno ou colonoscopia no prazo de 24 hoas, as quais permitem simultaneamente o diagnóstico e tratamento.
As hemorragias do trato gastrointestinal superior são mais comuns que as do trato inferior. Entre 50–150 em cada 100 000 adultos por ano são afetados por uma hemorragia do trato superior, enquanto as do trato inferior ocorrem em apenas 20–30 em cada 100 000 adultos por ano. Nos Estados Unidos, as hemorragias gastrointestinais estão na origem de 300 000 admissões hospitalares por ano. O risco de morte por uma hemorragia gastrointestinal é de 5–30%. O risco de desenvolver hemorragias é mais comum entre homens e aumenta conforme a idade.